# Vijaydeep Singh
Vijaydeep Singh (* 24. Dezember 1971) ist ein indischer Badmintonspieler, der später nach England wechselte. 

## Karriere
Vijaydeep Singh gewann nach zwei Juniorentiteln in Indien 1995 seinen ersten nationalen Titel bei den Erwachsenen. Ein Jahr später verteidigte er den Titel im Herrendoppel mit Jaseel P. Ismail. 1999 wurde er nochmals Meister im Doppel, diesmal jedoch mit Markose Bristow an seiner Seite.

## Sportliche Erfolge
| Saison | Veranstaltung                              | Disziplin    | Platz | Name                               |
| ------ | ------------------------------------------ | ------------ | ----- | ---------------------------------- |
| 1988   | Indien: Einzelmeisterschaften der Junioren | Herrendoppel | 1     | Gaurav Bhatia / Vijaydeep Singh    |
| 1989   | Indien: Einzelmeisterschaften der Junioren | Herrendoppel | 1     | Vijaydeep Singh / Manish Sehghal   |
| 1995   | Indien: Einzelmeisterschaften              | Herrendoppel | 1     | Jaseel P. Ismail / Vijaydeep Singh |
| 1996   | Indien: Einzelmeisterschaften              | Herrendoppel | 1     | Jaseel P. Ismail / Vijaydeep Singh |
| 1999   | Indien: Einzelmeisterschaften              | Herrendoppel | 1     | Marcos Bristow / Vijaydeep Singh   |